# Filipe Guilherme do Palatinado-Neuburgo
Filipe Guilherme de Neuburgo, Eleitor Palatino (em alemão Philipp Wilhelm) (24 de novembro de 1615 – 2 de setembro de 1690) foi Duque Palatino de Neuburgo de 1653 a 1690, Duque de Jülich e de Berg de 1653 a 1679 e Eleitor do Palatinato de 1685 a 1690.
Era filho único de Wolfgang Guilherme, Duque do Palatinado-Neuburgo, e de Madalena da Baviera, tendo sido batizado com o nome dos dois avôs (Filipe de Neuburgo e Guilherme da Baviera).

## Vida
Em 1653, pela morte de seu pai, o duque Wolfgang Guilherme, Filipe Guilherme herdou os ducados do Palatinado-Neuburgo (situado na Alta Baviera) e os ducados de Jülich e de Berg (ambos na Renânia).
Em 1685, com a morte do seu primo Protestante, o Eleitor do Palatinato Carlos II, Filipe Guilherme herdou o Eleitorado do Palatinato, que, então, deixou de ser um estado Protestante passando a Católico. Pretensões rivais sobre o Palatinado de Isabel Carlota do Palatinado, Duquesa de Orleães, cunhada de Luís XIV, foi o pretexto para a invasão francesa do Palatinado em 1688, que deu início à Guerra dos Nove Anos.

## Casamentos
Filipe Guilherme casou duas vezes. Em primeiras núpcias, em 1642, com a princesa Ana Catarina Constança Vasa (Anna Katarzyna Konstancja), filha de Sigismundo III da Polónia e de Ana de Áustria. O casal teve um filho que morreu ao nascer. Ana Catarina morreu em 1651.
Em 1653, Filipe Guilherme voltou a casar com Isabel Amália de Hesse-Darmstadt, de quem teve 17 filhos, entre quais os dois Eleitores Palatinos que se lhe seguiram, João Guilherme e Carlos III Filipe, bem como um outro filho que atingiu essa dignidade, Francisco Luís de Neuburgo, como Arcebispo-eleitor de Tréveris (Trier) (1716-1729) e de Mogúncia (Mainz) (1729-1732).
Este seu segundo casamento, com 37 anos de duração, foi uma aliança extremamente feliz tendo produzido 17 filhos, muitos dos quais ainda com descendência hoje. Nos primeiros tempos do casamento o casal viveu em Dusseldórfia (Düsseldorf), onde fundaram diversas igrejas e mosteiros.

## Descendência
| Nome                                 | Pintura | Nascimento             | Morte                  | Notas |
| ------------------------------------ | ------- | ---------------------- | ---------------------- | --- |
| Com Ana Catarina Constança Vasa      |         |                        |                        | |
| Menino                               |         | 18 de julho de 1645    | 18 de julho de 1645    | Morreu recém-nascido. |
| Com Isabel Amália de Hesse-Darmstadt |         |                        |                        | |
| Leonor Madalena                      |         | 6 de janeiro de 1655   | 19 de janeiro de 1720  | Casou-se com Leopoldo I do Sacro Império Romano-Germânico, com descendência. |
| Maria Adelaide                       |         | 6 de janeiro de 1656   | 22 de dezembro de 1656 | Morreu na infância. |
| Sofia Isabel                         |         | 25 de maio de 1657     | 7 de fevereiro de 1658 | Morreu na infância. |
| João Guilherme                       |         | 19 de abril de 1658    | 8 de junho de 1716     | Casou-se primeiro com a arquiduquesa Maria Ana Josefa de Áustria, sem descendência sobrevivente; casou-se depois com Ana Maria Luísa de Médici, sem descendência.                                                       |
| Wolfgang Jorge Frederico             |         | 5 de junho de 1659     | 4 de junho de 1683     | Morreu solteiro e sem descendência. |
| Luís Antônio                         |         | 9 de junho de 1660     | 4 de maio de 1694      | Morreu solteiro e sem descendência. |
| Carlos III Filipe                    |         | 4 de novembro de 1661  | 31 de dezembro de 1742 | Casou-se primeiro com Luísa Carolina Radziwiłł, com descendência; casou-se depois com Teresa Lubomirska, sem descendência sobrevivente; casou-se por último com Violante Theresia de Thurn und Taxis, sem descendência. |
| Alexandre Sigismundo                 |         | 16 de abril de 1663    | 24 de janeiro de 1737  | Príncipe-Bispo de Augsburgo. |
| Francisco Luís                       |         | 18 de julho de 1664    | 6 de abril de 1732     | Príncipe-Arcebispo de Wrocław. |
| Frederico Guilherme                  |         | 20 de julho de 1665    | 23 de julho de 1683    | Morreu solteiro e sem descendência. |
| Maria Sofia Isabel                   |         | 6 de agosto de 1666    | 4 de agosto de 1699    | Casou-se com o rei Pedro II de Portugal, com descendência. |
| Maria Ana                            |         | 28 de outubro de 1667  | 16 de julho de 1740    | Casou-se com o rei Carlos II de Espanha, sem descendência. |
| Filipe Guilherme Augusto             |         | 19 de novembro de 1668 | 5 de abril de 1693     | Casou-se com a duquesa Ana Maria Francisca de Saxe-Lauemburgo, com descendência. |
| Doroteia Sofia                       |         | 5 de julho de 1670     | 15 de setembro de 1748 | Casou-se com Eduardo, Príncipe herdeiro de Parma, com descendência. |
| Edviges Isabel                       |         | 18 de julho de 1673    | 10 de agosto de 1722   | Casou-se com Jaime Luís Sobieski, com descendência. |
| João                                 |         | 1 de fevereiro de 1675 | 2 de fevereiro de 1675 | Morreu recém-nascido. |
| Leopoldina Leonor Josefa             |         | 27 de maio de 1679     | 8 de março de 1693     | Morreu na pré-adolescência. |